# Zamek Strzyżewicki

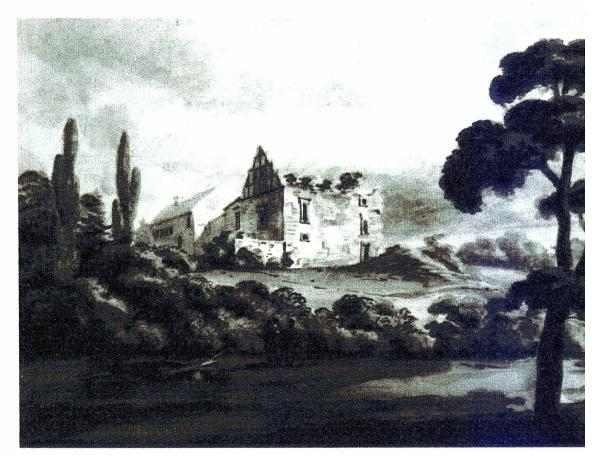
Ruiny zamku Strzyżewickiego; stan z 1852 r. na akwareli K. Stronczyńskiego

Zamek Strzyżewicki – zamek znajdujący się w miejscowości Bystrzyca Nowa, wcześniej (do odłączenia części dóbr w 1840) należał do obszaru Strzyżewic.
Zamek warowny w kształcie litery "Z", zlokalizowany na lewym brzegu rzeki Bystrzycy, wystawili władający Strzyżewicami w pierwszych latach XVI wieku, Żarczyńscy h. Nałęcz. Wzniesienie zamku obronnego związane było z najazdem Tatarów w 1501 r. W październiku 1704 r. na zamku przebywał król szwedzki Karol XII. W 1814 r. zamek zwiedzał książę Adam Jerzy Czartoryski wraz z gen. Ludwikiem Kropińskim. Zamek spłonął w 1943 roku, został on częściowo rozebrany w 1945 r. Do czasów obecnych zachowały się ruiny fundamentów i piwnic zamku.